# Кесария Палестинская
Кеса́рия (ивр. קֵיסָרְיָה‎, Кейса́рья; греч. Καισάρεια; лат. Caesarea Maritima или Caesaraea Palaestina) — древний город, располагавшийся на средиземноморском побережье современного Израиля.

## Название города
Город был назван Кесарией царём Иудеи Иродом Великим в честь римского императора Цезаря Августа, передавшего ему ранее утерянные иудеями земли.
Чтобы отличить Кесарию Ирода от других городов, носивших то же название и построенных в те же годы, вне Иудеи город называли Caesarea maritima (Кесария Приморская), а после утраты Иудеей своего суверенитета и её превращения в римскую провинцию Палестина, в употребление вошло ещё одно название — Caesarea Palestina (Кесария Палестинская). В русской традиции в качестве имени города также использовались названия Цезария и Кесария Стратонийская (от названия находившегося там прежде поселения Башня Стратона).

## История города
История города ведёт свой отсчёт с конца периода персидского владычества (середина IV в. до н. э.), когда финикийцы основали возле гавани небольшое поселение, названное ими Башней Шаршона (Башня Стратона на греческий лад). В 96 году до н. э. Кесария была завоёвана царём Иудеи Александром Яннаем и тем самым превращена в еврейское поселение. После завоевания Иудеи римским полководцем Помпеем в 63 г. до н. э. Башня Стратона вновь становится нееврейским поселением.
В 30 г. до н. э. римский император Август вернул поселение иудейскому царю Ироду, который к 10 году до н. э. полностью перестроил его, превратив в крупный портовый город. Город был назван Иродом Великим Кесарией в честь кесаря Августа. После смерти Ирода он стал административным центром Римской провинции Иудея, а также был основной базой римских легионов. В течение первого века н. э. большую часть жителей составляли сирийские греки. Также в городе жило много евреев. Отсюда арестованного римлянами апостола Павла отправили в Рим. Кесария стала основным портом Палестины и часто упоминается в Новом Завете. После падения и разрушения Иерусалима (70 год н. э.) Кесария стала столицей провинции, и её епископы пользовались значительным влиянием. В 198 г. там состоялся поместный церковный собор.
Позднее Кесария становится одним из главных церковных центров провинции Палестина Прима. 

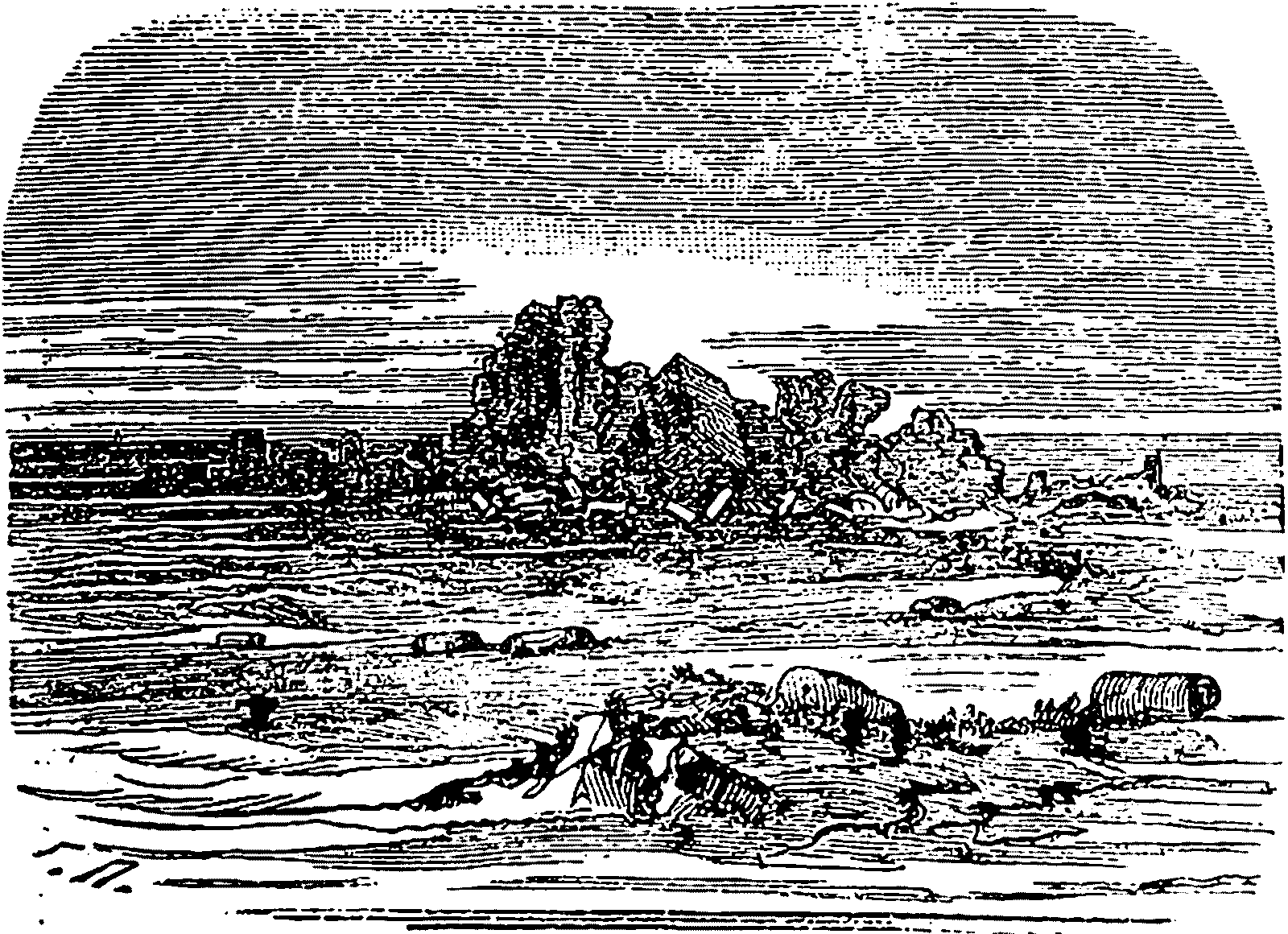
Город Кесария
(рисунок из «Библейской энциклопедии»)

Статус метрополии, столицы провинции, крупнейшего города Палестины, сохранение муниципальной организации, наличие высших школ, деятельность здесь крупных писателей (Ориген, Евсевий Кесарийский, переводчик Библии на латинский язык св. Иероним, Прокопий Кесарийский) делало Кесарию местом сохранения многих античных традиций.
В церковной жизни Востока епископ Кесарии и его кафедра занимали второе место после Антиохии. В III—IV вв. н. э. отцы христианской церкви преподавали в школе Кесарии и создавали библиотеку. В этой библиотеке находилась «Гексапла» – главный труд Оригена, который представлял параллельный свод текстов Ветхого Завета на иврите и 4 греческих перевода. Эта рукопись хранилась в Кесарийской библиотеке до 600 г. н. э., когда погибла вместе с библиотекой при пожаре. В IV веке епископом кесарийским был отец церковной истории Евсевий. В окрестностях города находилось много монастырей. Напряжённая теологическая работа и традиции школы Оригена привели к довольно сильной позиции оригенизма в городе.
Во 2-й четверти V века здесь в ходе христианизации был разрушен основной языческий храм города — храм богини Ромы и Августа, но в течение нескольких лет он был восстановлен, и окончательно погиб в пламени лишь в конце V в. Это было установлено раскопками полевого сезона 2002 года. Около 500 года здесь возведена восьмигранная церковь со стенами из великолепного камня, с мраморными коринфскими капителями. Процесс замены главного храма города христианским в процессе христианизации в Кесарии был более мирным, чем в Газе при сокрушении культа Марны.
Помимо христиан и язычников, в городе жили этноконфессиональные группы иудеев и самаритян. Иудеи, будучи, по выражению Хагит Сиван, «подвижным меньшинством», основали в городе синагоги, школы и даже талмудическую академию.
Многие из самаритян служили в администрации губернатора и пользовались, вследствие этого, определенным влиянием в городе. Но занимали они лишь низшие должности провинциальной администрации в Кесарии. Самаритянин по имени Фаустин, уроженец Палестины, стал проконсулом Кесарии после 536 г., но при этом приняв христианство. Самаритяне-«бандиты» довольно часто нападали на христианских паломников. Поселения самаритян составляли значительную часть сельской округи Кесарии, отгораживая город от более дальней языческой сельской округи.
В 555 году произошло восстание самаритян, жестоко подавленное византийской властью.
В городе процветало общественное строительство, финансируемое по-прежнему муниципальной знатью. Так, из надписи 2-й пол. VI в. известен Флавий Стратегий, обновивший стены и монументальные сооружения города. В VI в. жизнь в городе была не очень спокойной. Хорикий Газский в Панегирике Маркиану сообщает о пожаре на агоре Кесарии, когда на ней находилось множество людей (III, 39-43).
В 541-542 гг. Кесарию охватила эпидемия чумы, нанесшая городу значительный ущерб.
В 640 году город был захвачен арабами-мусульманами, что положило предел его ранневизантийской истории.
Во время крестовых походов Кесария играла важную роль как одна из твердынь страны, но с XIII века началось её падение, и после её завоевания и разрушения мамлюками султана  Бейбарса (1265) от неё остались одни развалины.
В 1940 году в южной части развалин Кесарии был основан кибуц Сдот-Ям, а в 1977 году к северу от древнего города был заложен современный израильский город Кесария.

### Хронология
- IV век до н. э. — 96 год до н. э. — финикийское поселение Башня Стратона (первое упоминание — в папирусе Зенона (259 год до н. э.)).
- с 96 года до н. э. — в составе Иудейского Царства Хасмонеев.
- 22—10 год до н. э. — строительство города Кесария царём Иудеи Иродом Великим.
- 6—639 годы н. э. — столица римской провинции Иудея (за исключением трехлетнего правления внука Ирода, царя Агриппы I), затем — провинции Сирия Палестинская, позднее — византийской провинции «Палестина Прима» (Палестина I)
- 26—36 — наместник Иудеи Понтий Пилат находится в Кесарии.
- 44 — в Кесарии умирает царь Агриппа I.
- 60—62 — апостол Павел находится в Кесарии под арестом.
- 66 — конфликт между эллинизированной частью населения города и евреями, ставший формальным поводом для начала Иудейской войны.
- 135 — римляне казнят рабби Акиву в амфитеатре Кесарии.
- 314 — Евсевий поставлен епископом Кесарии Палестинской.
- 640 год — арабские завоевания, утрата городом политического и экономического статуса.
- 1101 — завоевание города крестоносцами.
- 1187 — завоевание города Саладином.
- 1191 — город завоеван Ричардом I Львиное Сердце.
- 1220 — Кесария атакована эль-Маликом эль-Муаззамом Исой и полностью разрушена.
- 1251 — город восстановлен Людовиком IX Святым.
- 1265 — завоевание и полное разрушение города мамлюками во главе с султаном Бейбарсом I
- 1884 — на месте Кесарии возникает сельскохозяйственное и рыболовецкое поселение босняков-мусульман под покровительством властей Османской империи.
- 1940 — основание кибуца Сдот-Ям в южной части развалин Кесарии.

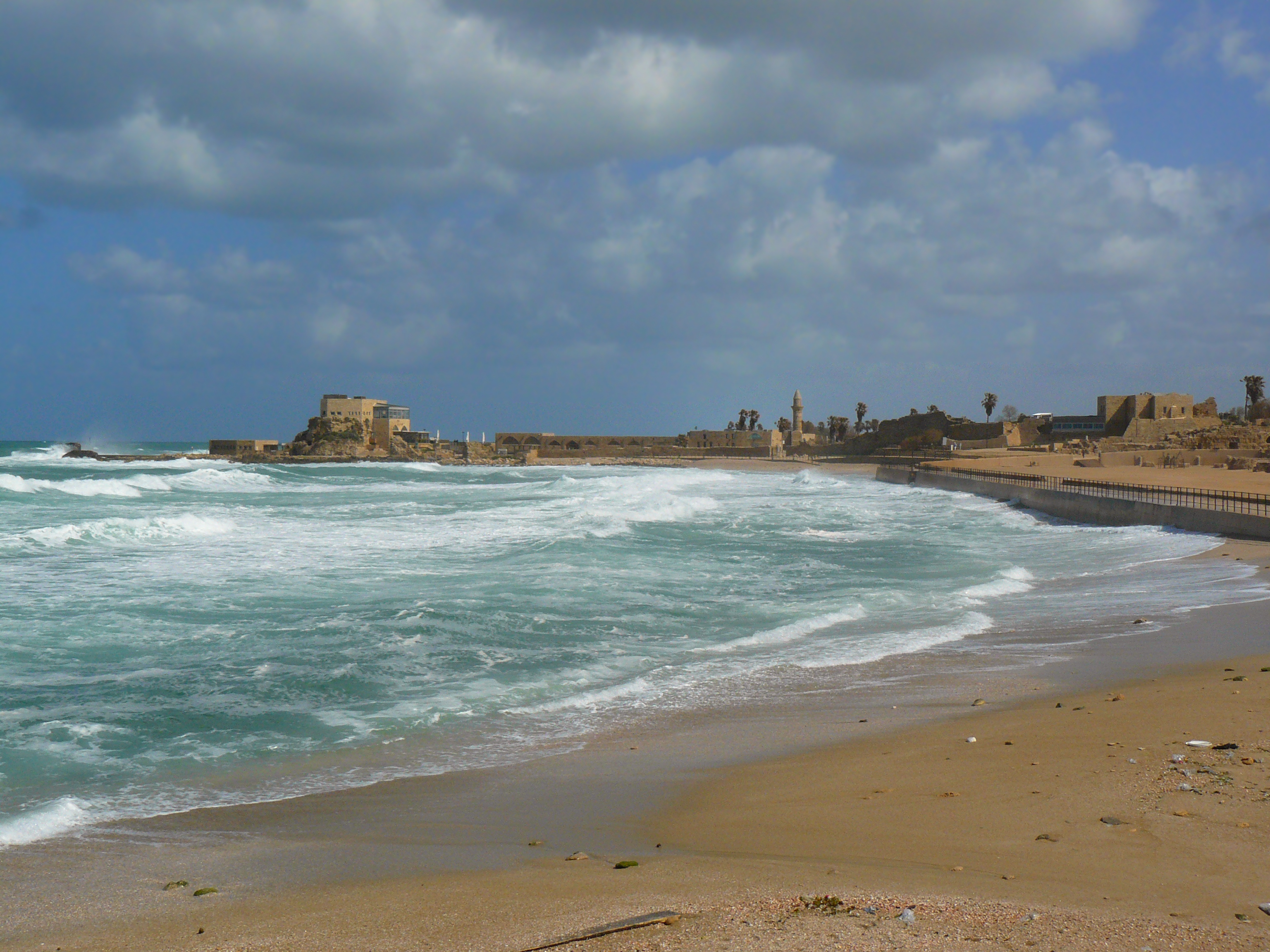
Вид на развалины древней Кесарии.

## Национальный парк Кесария

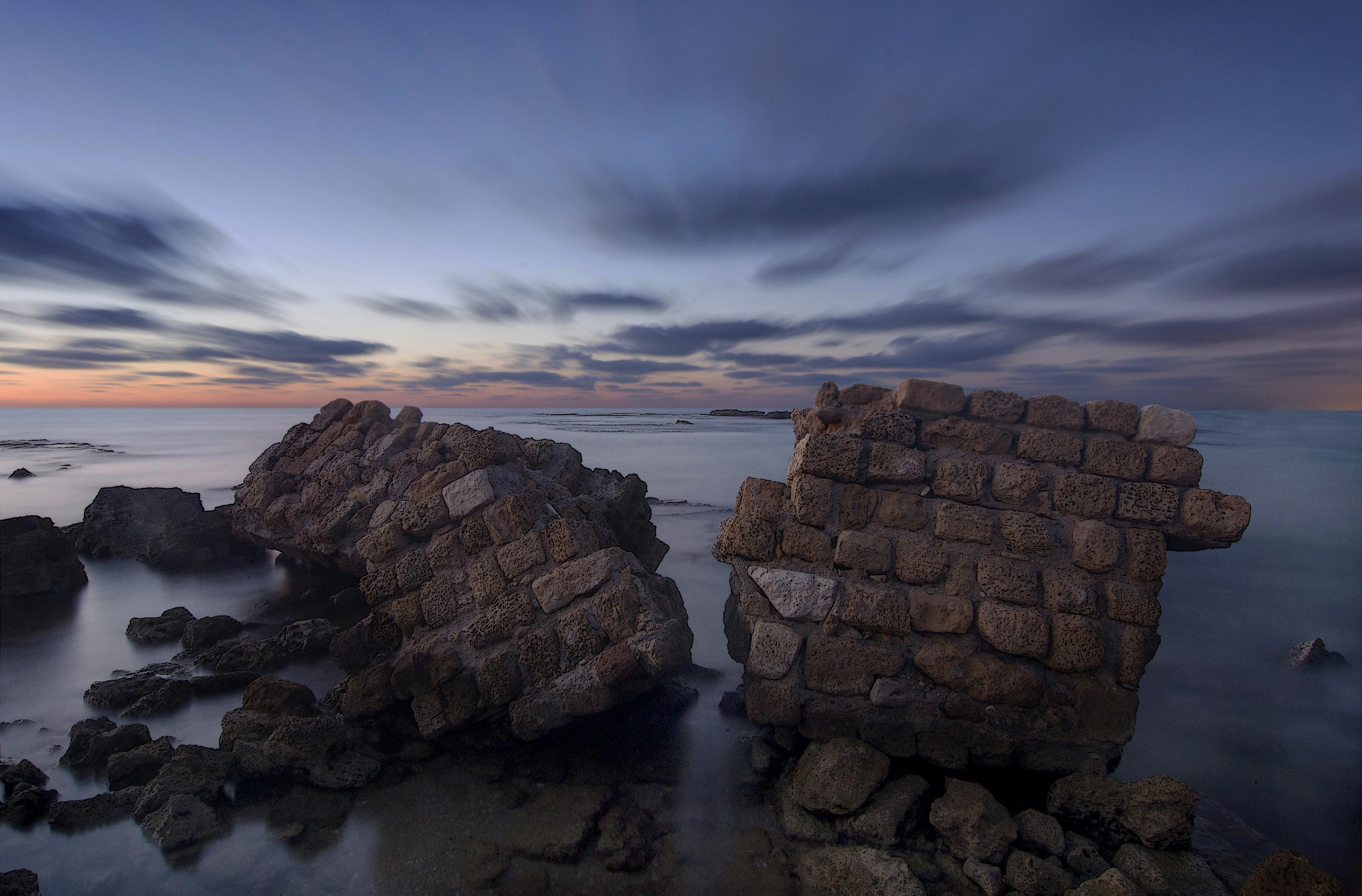
Руины в Кесарии

На территории древнего города в наши дни располагается Национальный парк-заповедник Кесария, в котором до настоящего времени проводятся широкие и активные археологические раскопки. В силу изменения уровня моря часть из них производится под водой. 
Сохранились древнейший из обнаруженных на территории Израиля театр, развалины великолепного дворца Ирода Великого («Дворец на рифе»), ипподром (стадион) царя Ирода, перестроенный в амфитеатр, участки городских улиц римского и византийского периодов, комплекс византийских бань с великолепной отделкой, большой искусственный порт времён Второго Иудейского Храма и укрепленный город-порт арабского периода, руины храмового комплекса, в котором смешались постройки римского, византийского, арабского периодов и эпохи крестоносцев, фрагменты городской стены. Интересны также «Улица статуй» византийского периода, украшенная римскими статуями, развалины синагоги византийского времени, остатки римской крепостной стены, ипподром (II век н. э.) и фрагменты акведуков. Среди археологических находок – плита с посвятительной надписью Пилата императору Тиберию (оригинал хранится в Музее Израиля).
В 2000 году Кесария была внесена в предварительный список объектов всемирного наследия ЮНЕСКО

## Городские сооружения

### Сооружения иродианской эпохи
Город Ирода был выстроен на развалинах финикийского поселения Башня Стратона, впервые упомянутого в папирусе Зенона, чиновника птолемеевского Египта, посетившего эти места около 258 г. до н. э. Зенон путешествовал на судне, и в папирусе уже упоминается тот факт, что место было пригодно для швартовки. По мнению историка древней Иудеи Иосифа Флавия, Ирод увидел в этом равнинном участке потенциал для осуществления своих грандиозных архитектурных и градостроительных планов. Правитель нуждался в дополнительной гавани между Яффой и Дором, и в Кесарии был возведён огромный городской порт, быстро превративший город в один из центров средиземноморской торговли и мореплавания.
Здания в городе строились из местного жёлтого песчаника – куркара, однако камни затем покрывали белой штукатуркой, и Иосиф Флавий описывает Кесарию как город, построенный из белого камня.
Иродианская Кесария отличалась продуманной планировкой, под улицами города располагалась целая система сточных каналов. Городской театр также был отличительной чертой города: в то время, когда были распространены деревянные театры, театр Ирода был выстроен из камня.

#### Порт
Городской порт — уникальная рукотворная гавань, построенная Иродом, он обеспечивал защиту от штормов и высоких волн. В ходе постройки было применено новое изобретение — римский бетон: в заранее приготовленные на берегу полые формы засыпали камни, известь и пуццолан. При соприкосновении с водой пуццолан застывал и вся смесь превращалась в один большой бетонный блок. Около 24000 м3 пуццолана были заказаны Иродом в Италии (из окрестностей Поццуоли) для того, чтобы выстроить пятисотметровый южный мол, и северный мол длиной в 275 м.
Созданные таким образом большие бетонные молы сами явились строительной площадкой — на их поверхности также были возведены сооружения.
Порт Кесарии имел одну из самых впечатляющих гаваней того времени. Она была сооружена на побережье, не имевшем изначально никаких природных гаваней, и между тем, приобрела огромное коммерческое значение: она даже соперничала с гаванью в Александрии. Иосиф Флавий писал:«Хотя местоположение было неблагоприятным, (Ирод) так успешно одолел все трудности, что прочность конструкции не могла быть преодолена морем, а её красота казалась сотворённой безо всяких усилий».

#### Театр

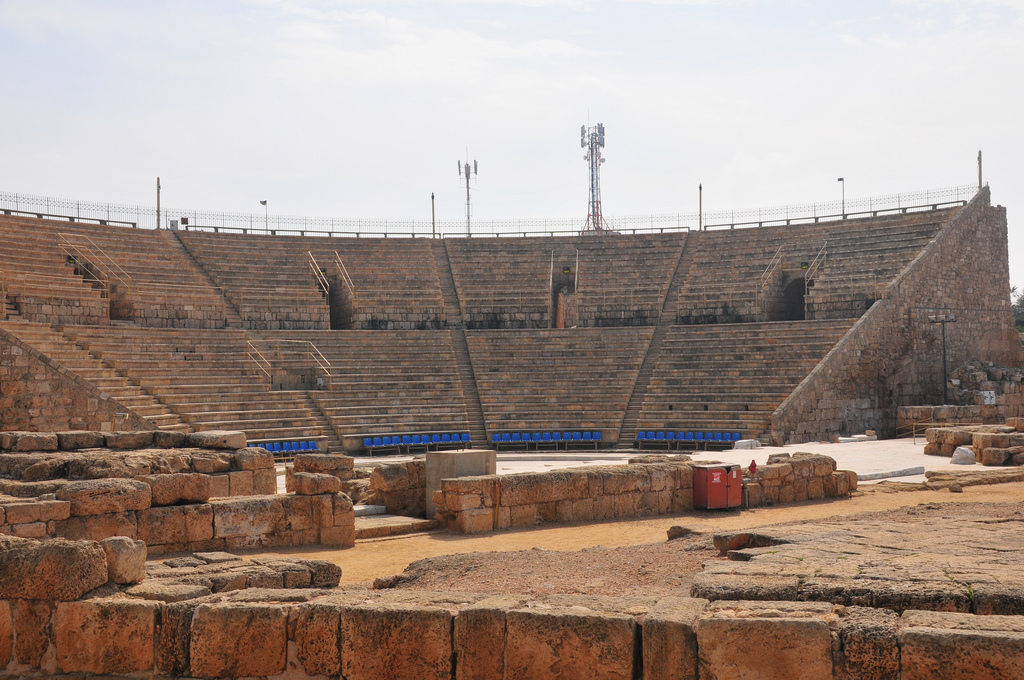
Театр

Один из самых древних театров, построенных на территории Израиля. Обнаружен итальянской археологической экспедицией под руководством Антонио Фрова (Antonio Frova), проводившей раскопки в 1959-1964 годах. Построен при Царе Ироде и действовал на протяжении пятисот лет. Здание было построено на тщательно подобранном участке, рассчитано примерно на 3000 зрительских мест. Изначально театр был построен только из местного песчаника – куркара, покрытого штукатуркой, однако во времена императора Септимия Севера, здание перестроили: добавили третий ярус, благодаря которому число зрительских мест увеличилось до 5000, и украсили колоннами из мрамора и порфира.
В 1961 г. в развалинах театра была обнаружена известняковая плита с надписью-посвящением, в ней говорится, что Понтий Пилат построил храм (святилище) в честь императора Тиберия. Сегодня плита выставлена в Музее Израиля в Иерусалиме.
В наши дни в отреставрированном театре, вмещающем около 3800 зрителей, проводятся поп- и рок-концерты различных исполнителей. Выступление в кесарийском театре считается важным этапом в карьере многих израильских музыкантов.

#### Дворец Ирода
Был обнаружен археологами на рифе, вдающемся в море. Дворец состоял из двух уровней. В нижнем (западном) дворце были обнаружены мозаичные полы с геометрическими узорами и остатки высеченного в камне бассейна. Лучше всего сохранилась северная часть верхнего дворца — там находился большой зал (возможно, тронный), с трёх сторон окружённый рядом комнат. После смерти Ирода дворец служил резиденцией римских прокураторов.

#### Ипподром
Также построен во времена Ирода, расположен вдоль морского побережья. Позднее его перестроили в амфитеатр, где проводились гладиаторские бои и травли зверей. Арену окружают каменные сиденья для зрителей. На стенах, отгораживающих её от зрителей, были обнаружены фрески с изображениями животных (сцены звериной травли) и росписью под мрамор. В северной части арены можно видеть остатки стартовых ворот, из которых выезжали колесницы. 

#### Храм Августа и Ромы
Здание было возведено в честь Октавиана Августа и богини Ромы. Храм находился в центре участка, окружённого стенами, само здание имело типичный римский портик. На основании анализа находок археолог Эхуд Нецер предположил, что храм имел типичное для эпохи эллинизма строение: рядом с каждой стеной шёл ряд колонн, подпиравших крышу.
Здание было построено из местного песчаника-куркара, покрытого качественной штукатуркой под мрамор, создающей ощущение красоты и монументальности; в позднеримскую эпоху в отделку храма были добавлены также детали из мрамора. На развалинах языческого храма в византийскую эпоху была возведена восьмигранная церковь, которая простояла вплоть до захвата города арабами в VII веке. Новые хозяева разрушили церковь и возвели на её месте новое здание (возможно, мечеть).

### Сооружения римской и византийской эпох

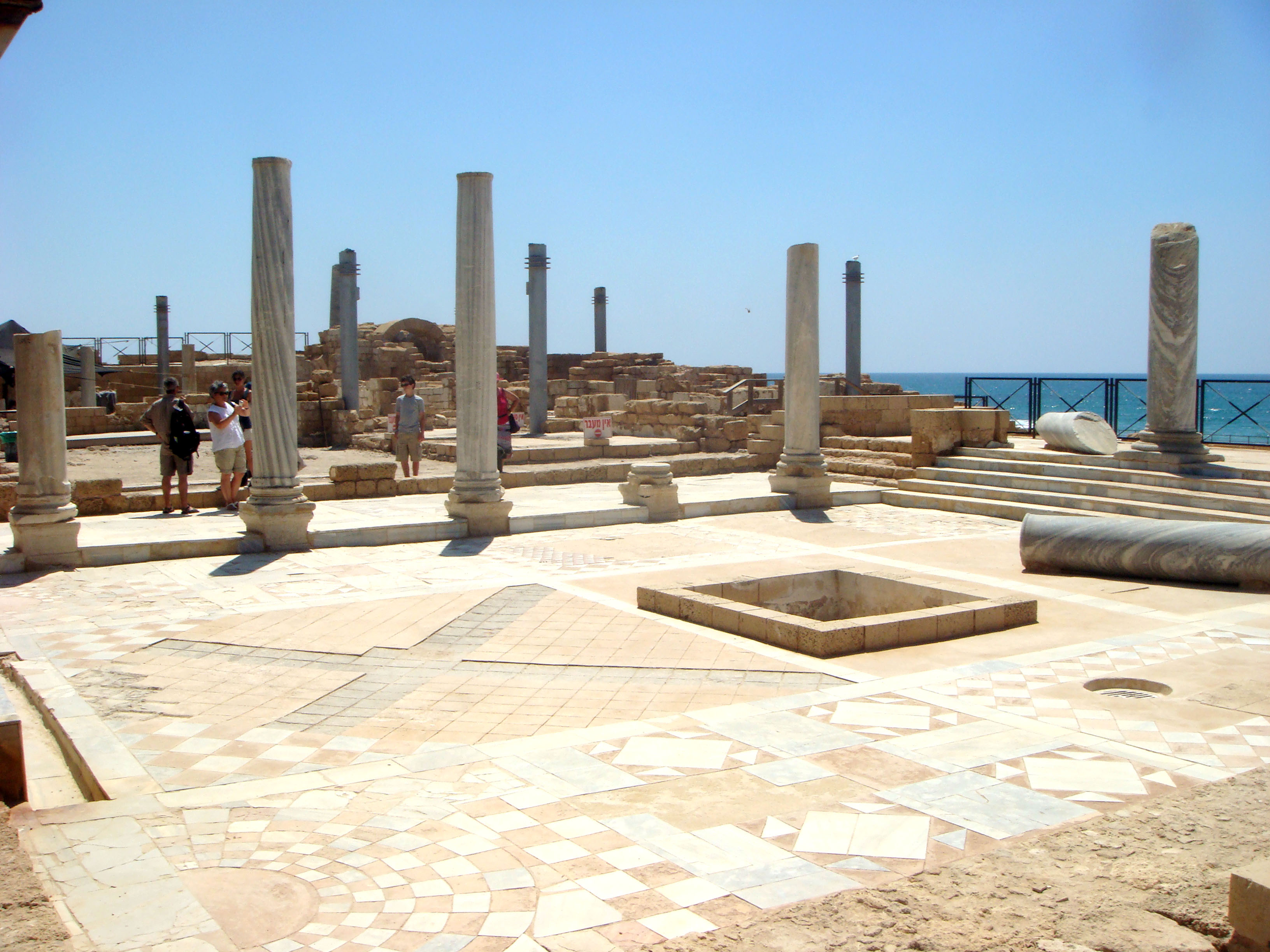
Мозаичный пол в палестре перед римскими банями.

После того, как Иудея стала римской провинцией и перешла под управление прокураторов, Кесария стала её столицей. За это время город значительно расширился, в нём были построены различные общественные здания, рынки. Храм Августа и Ромы продолжал свою работу, теперь он назывался «Себастион». К той же эпохе относится и возникновение многочисленных складских помещений. Дворец Ирода стал использоваться как резиденция римских прокураторов, к нему были пристроены рабочие помещения. Кроме того, недалеко от дворцового комплекса были построены бани, в пол которых были вмонтированы кирпичи с оттисками печатей десятого легиона «Фретензис».
Южнее дворца был расположен район вилл, принадлежавших богатым землевладельцам Шаронской долины. Севернее каждой из вилл находился участок со складами, принадлежавшими хозяевам имений. Были найдены также подземные амбары для зерна.

#### Термы

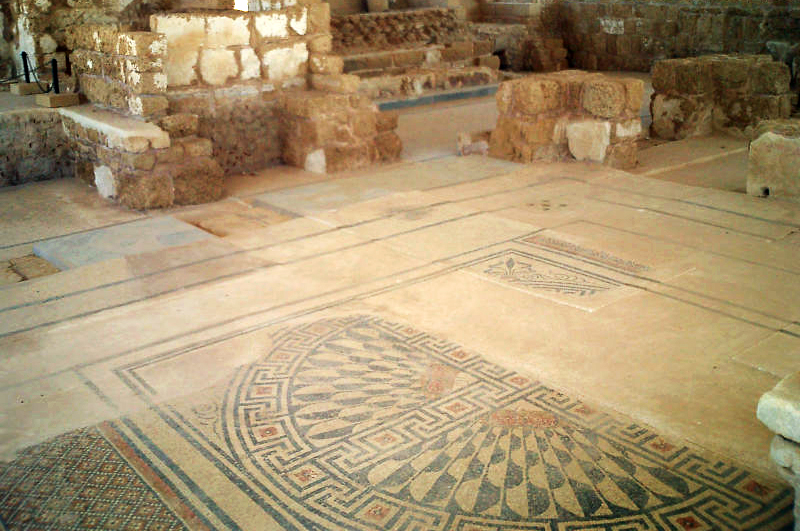
Бани — внутренние помещения.

В Кесарии существовал целый комплекс терм — римских бань, построенный в византийскую эпоху. Эти бани с искусно украшенным мозаичным полом также являлись городской гордостью. Перед входом в банные помещения располагалась палестра — помещение, в котором горожане занимались спортом перед купанием. Там можно было также получить массаж, умаститься маслами, или просто, помывшись, отдохнуть перед уходом. До наших дней дошли мраморные колонны и цветной мозаичный пол, украшавший палестру.

#### Здание налогового управления
Находилось в центре города, восточнее ипподрома, являлось частью византийского административно-торгового квартала. Сердцем здания был большой прямоугольный зал, к которому со всех сторон примыкали комнаты поменьше. При раскопках была обнаружена мозаичная надпись, окружённая каменными скамейками — очевидно, это место служило залом ожидания. Надпись представляет собой цитату из «послания к римлянам» апостола Павла: «Хочешь не бояться власти? Делай доброе и будешь иметь похвалу от неё».
Само строение построено на возвышении, что, возможно, свидетельствует о желании строителей уменьшить уровень влажности в помещениях, призванных хранить важные документы.
В целом, здание даёт представление о значительном уровне развития бюрократического аппарата, характерном для Византии.

## Система водоснабжения

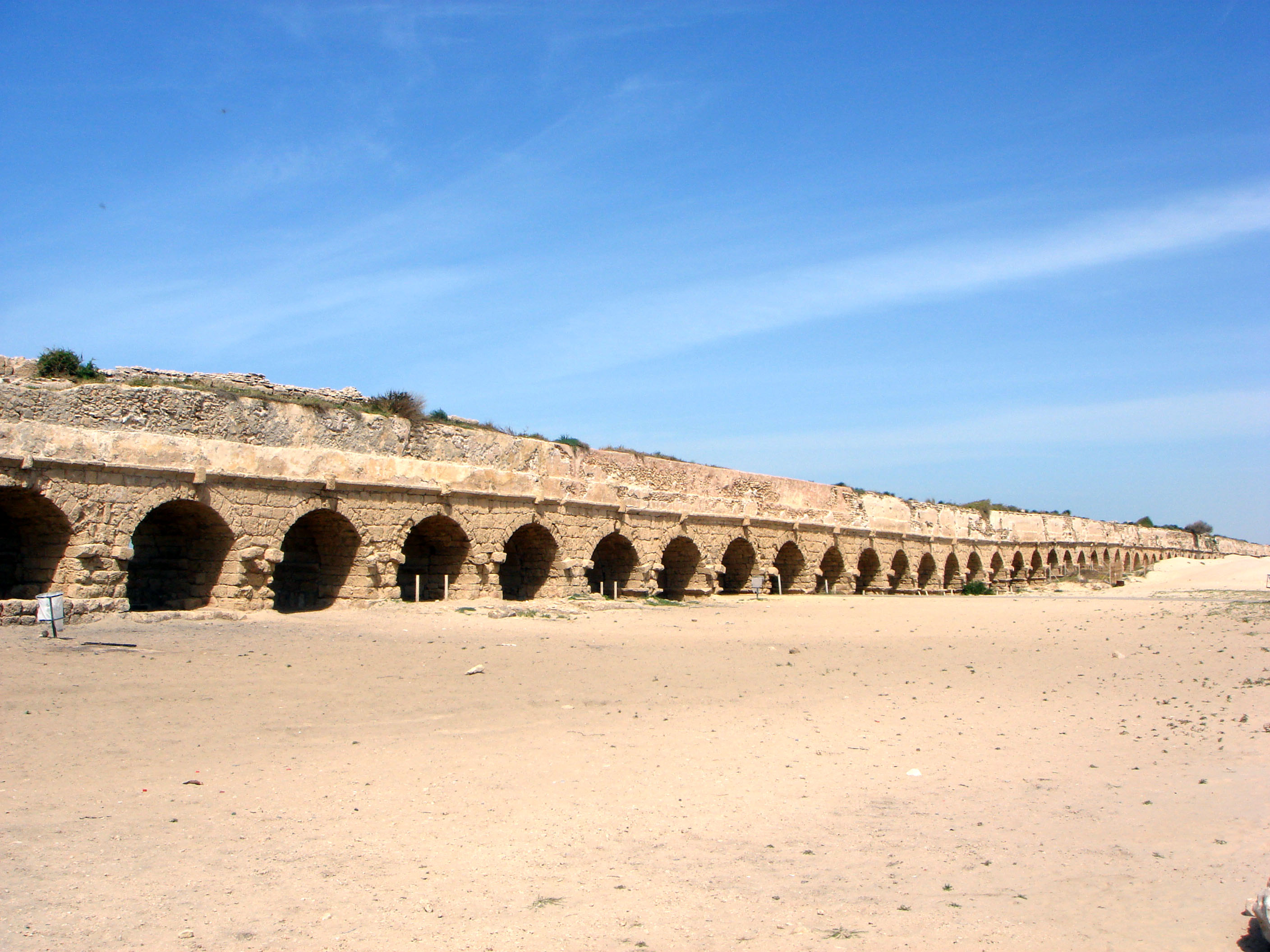
Остатки «высокого» акведука.

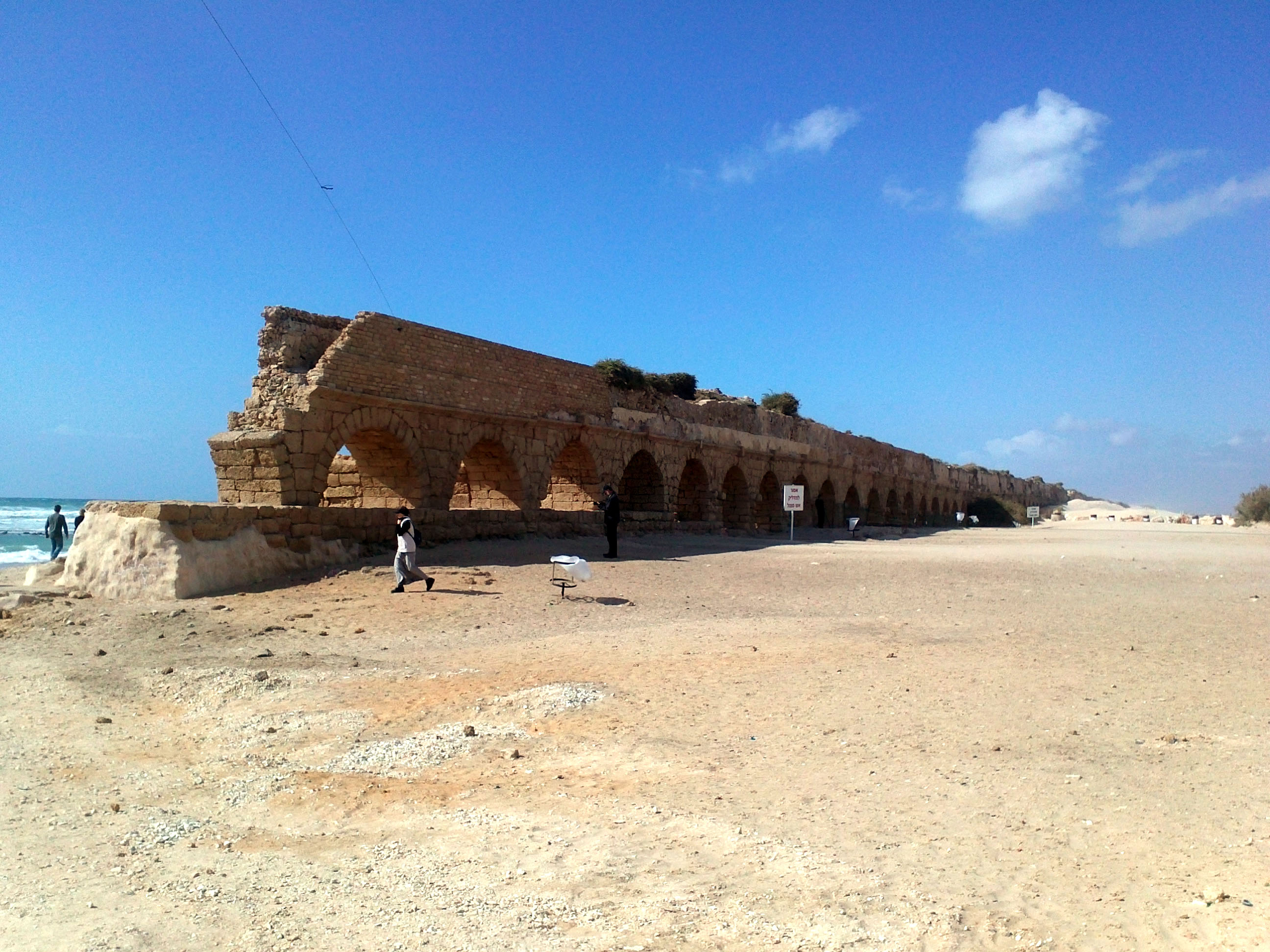

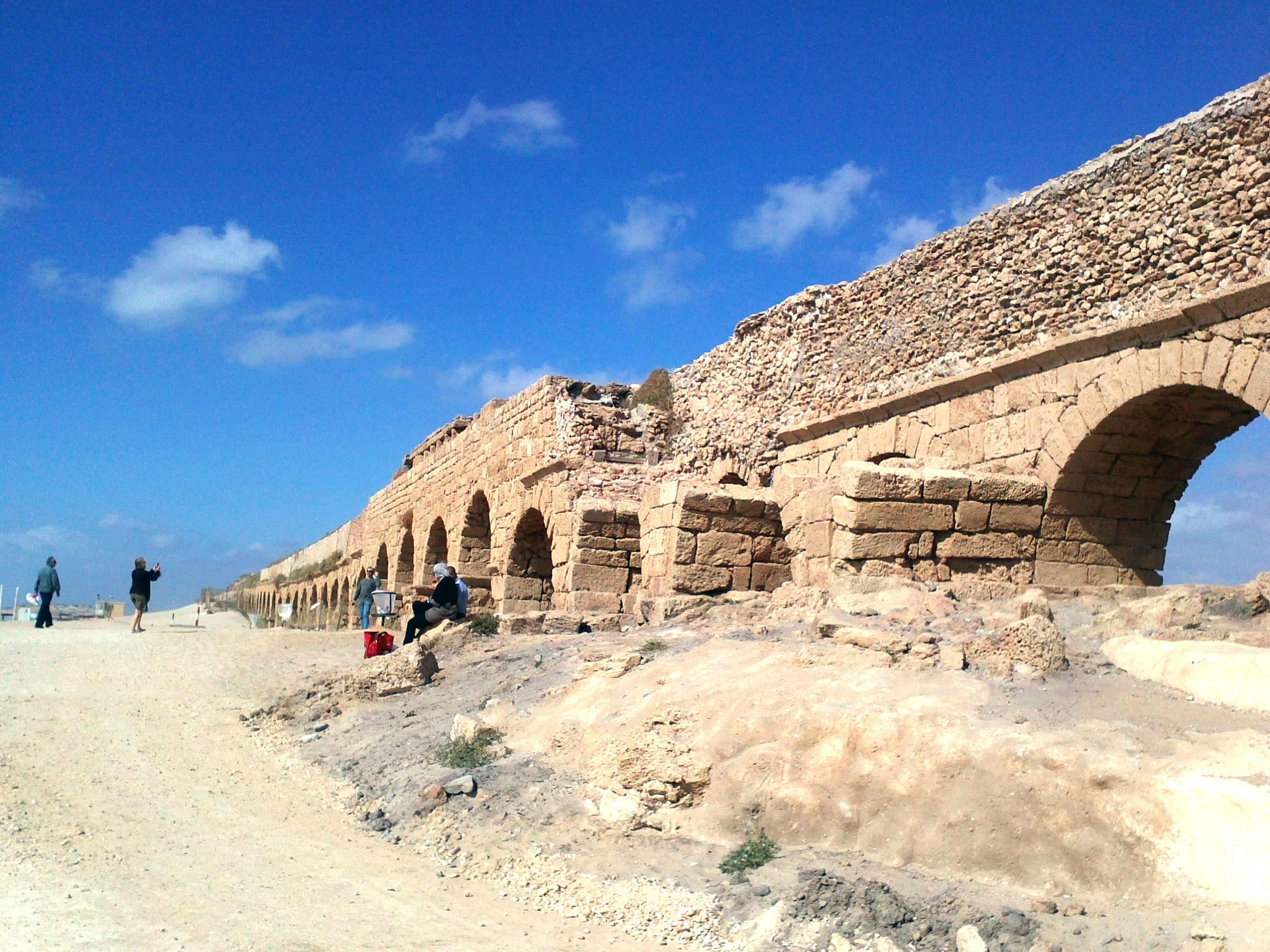

До времён царя Ирода Башня Стратона была относительно небольшим поселением, и имевшиеся в городе колодцы обеспечивали его жителей достаточным количеством воды. Но по мере того, как Кесария расширялась и повышался уровень жизни горожан (в частности, с постройкой бань, общественных туалетов, нимфеума и т. д.), возникла необходимость в доставке в город большого количества воды из отдалённых источников. Для этого были построены две системы водоснабжения: «высокий» и «низкий» акведуки.
«Высокий» акведук состоял из трёх водоводных линий, построенных в разное время.
- Первая линия была построена до 66 года н. э., вероятно, во времена Ирода (I век до н. э.) или римских наместников: она доставляла в город воду из источников Шуни, находившихся в 7 км к северо-востоку от Кесарии, возле современной Биньямины. Акведук опирался на систему арок и хорошо сохранился до наших дней; на подходах к городу с севера, он пересекал небольшую гряду из песчаника по специально прорубленному в породе небольшому туннелю. Конечный участок первой линии шёл параллельно морю и входил в город с севера. На этом участке водный канал акведука был закрыт сверху каменным потолком-сводом, видимо, для того, чтобы ветер не засорял воду прибрежным песком.

- Для увеличения количества подаваемой в город воды параллельно первой была возведена вторая линия, которая также брала начало у источников Шуни. Она строилась во времена императора Адриана, около 135 г., силами солдат X легиона Фретенсис, квартировавших в Кесарии, о чём свидетельствуют надписи, оставленные на каменных табличках вдоль акведука. Почти во всех этих надписях упоминается император Адриан.

- Третья линия появилась в начале византийского периода. Со временем открытый участок второй линии акведука, построенный на болотистой почве, значительно просел. Чтобы возобновить доступ воды, поверх уже существующих первой и второй линий акведука была надстроена новая, более высокая водоносная линия, а находящаяся под ней старая, просевшая линия была засыпана.

«Низкий» акведук относится к византийскому периоду (V—VII век). Во времена Византии город продолжил свой рост, в связи с чем потребовалось построить дополнительную водную артерию. Новый акведук доставлял воду из источников у слияния Крокодильей речки и речки Ада. Так как эти источники расположены ниже уровня города, строителям пришлось возвести плотины, поднимавшие воду на достаточный для дальнейшей транспортировки уровень. Вода текла по вырытому в песчанике каналу, закрытому каменным сводом на близких к берегу моря участках. В непосредственной близости к городу канал проходил прямо под арками более древнего «высокого» акведука и доходил до порта.

## Персоналии
- Валерия Кесарийская
- Евсевий Кесарийский
- св. Иероним
- Прокопий Кесарийский
- Святая Альбина